# تشارلز مونغ بو
تشارلز مونغ بو (بالبورمية: ချားလ်မောင်ဘို)‏ هو كاهن كاثوليكي ميانماري، ولد في 29 أكتوبر 1948 في ميانمار.